# Final Fantasy IX
Final Fantasy IX (яп. ファイナル ファンタジー IX) — японська рольова відеогра, розроблена і видана компанією Square (Square Enix). Є дев'ятою частиною серії Final Fantasy. Реліз відбувся у 2000-му році для ігрової консолі Sony PlayStation. Гра стала третьою (і останньою) за рахунком грою з серії Final Fantasy, яка вийшла на цій платформі. В лютому 2016 році гру було перевидано для IOS, Android, а квітні — для Windows.
Дія гри відбувається у фентезійному світі Гайя. Сюжет заснований на військовому протистоянні між кількома націями, розпаленому амбітною королевою. Гравець відстежує історію молодого злодія Зідана, який об'єднався з кількома персонажами, щоб перемогти королеву. Ситуація різко змінюється, коли герої дізнаються, що королева була лише маріонеткою в руках злого генія на ім'я Куджа.
Атмосфера Final Fantasy IX сильно відрізняється від Final Fantasy VII і Final Fantasy VIII, які були випущені незадовго до неї і мали антураж ближчий до науково-фантастичного, ніж фентезійного. Гра ввібрала дух оригінальної Final Fantasy і вийшла схожою на ранні частини. Нововведеннями стали: Події в Реальному Часу, Пошта, і розвиток персонажів на основі екіпірованих предметів. Гра отримала безліч позитивних відгуків і багатьма критиками була визнана найкращою в серії.

## Ігровий процес
У Final Fantasy IX гравець управляє декількома персонажами у величезному ігровому світі, досліджує різні локації і взаємодіє з неігровими персонажами. Дії відбуваються в містах, підземеллях, печерах та інших локаціях, які відображені на карті світу. Гравець може розмовляти з істотами муглами, які дозволяють зберігати гру, відновлювати запас життєвих сил і торгувати предметами. Також за допомогою муглів гравець може доставляти листи для поштової мережі «Моґнет», які детальніше розкривають сюжет.
Подорожі відбуваються на повністю тривимірному ігровому полі, де вперше стало можливим переміщення камери огляду «вгору-вниз». Гравець може вільно пересуватися будь-якими територіями, крім моря і гір. Для подолання географічних перепон гравець використовує їздових птахів чокобо, човни і літаючі кораблі. Як і в попередніх частинах Final Fantasy, подорожі по карті світу супроводжуються випадковими битвами з випадковими противниками.
Final Fantasy IX додає новий елемент в показ історії — Події в Реальному Часі (англ. Active Time Events, ПРЧ), які дозволяють гравцеві відстежувати тонкощі сюжету і отримувати спеціальні предмети шляхом миттєвого переміщення камери огляду в іншу точку. ПРЧ також використовуються для перемикання між двома групами персонажів під час вирішення головоломок і дослідження лабіринтів.

## Сюжет

### Світ гри
Події Final Fantasy IX, головним чином, розгортається на чотирьох континентах, які об'єднані в світ під назвою Гайя (синонім Гайї з Final Fantasy VII, але не має з ним нічого спільного). Основне населення проживає на Континенті Імли, названому так через те, що весь він оповитий магічною імлою, використовуваною жителями для роботи різноманітних машин. Землі поза Континентом Імли — Зовнішній, Втрачений і Забутий Континенти — спочатку закриті і стають доступними тільки до середини гри. Деякі локації, такі як паралельний світ Терра і світ сновидінь Меморія, знаходяться за межами основного світу. На Континенті Імли розташовуються чотири фракції: Олександрія, Ліндблюм, Бурмеція і Клейр. Кожна держава обгороджена гірськими хребтами; Клеріанська цивілізація розташовується на гігантському дереві в пустелі, захищеному піщаним вихором.
У світі Гайї крім людей проживає багато інших розумних істот. Бурмеціанці — людиноподібні прямоходячі пацюки, населяють землі Бурмеції і Клейр. Клеріанці відрізняються любов'ю до танців і під час початку військових дій приймають у себе бурмеціанских біженців. Гноми — низькорослі людиноподібні істоти, які облаштувалися в селі Конде Петі на зовнішньому континенті. Геноми — людиноподібні вмістилища душ терранців, призначені для переміщення останніх у світ Гайя. Прикликачі — раса схожа на людей, але відрізняється наявністю рога на лобі. Представлена в грі всього двома персонажами: Гарнет Тіл Александрос XVII і Ейко; всі інші були знищені під час атаки терранців на столицю Мадаїн Сарі. Ку-а-Лардж (або просто Ку) — безстатеві жабоподібні істоти з довгим язиком, які є великими гурманами; мешкають на очеретяних болотах по всьому світу.
Розробники Final Fantasy IX хотіли зробити гру більш «фентезі-орієнтованою», ніж її попередники на PlayStation. Final Fantasy IX відійшла від футуристичних стилів Final Fantasy VII і Final Fantasy VIII і просочена духом умовного пізнього середньовіччя. У самій грі механічні технології перебувають лише на порозі зародження, хоча, в місті Люндблюм розповсюджені дирижаблі, трамваї і літаючі таксі. Основними джерелами енергії є вітер і вода; деякі двигуни працюють також на повсюдній магічній імлі. На час дії гри розробляються парові двигуни. У продовження теми середньовіччя, в грі були використані елементи скандинавської і північно-європейської міфології. Головний директор Хіроюкі Іто сконцентрував увагу команди розробників на європейській історії та міфології. Офіційний сайт Final Fantasy IX стверджує, що розробка ігрового світу здійснювалася шляхом змішування найбільш вдалих знахідок минулих частин серії з новими ігровими елементами.

### Персонажі
- Зідан Трібал (англ. Zidane Tribal, яп. ジタン・トライバル Jitan Toraibaru) — член авантюрної театральної групи «Тантал», велику увагу приділяє жіночій статі. Як і всі представники раси Геномів, виглядає як людина, але має довгий чіпкий хвіст.
- Гарнет Тіл Александрос XVII (англ. Garnet Til Alexandros XVII, яп. ガーネット・ティル・アレクサンドロス17世 Gānetto tiru Arekusandorosu Jūnanasei)(на прізвисько Даггер — Кинджал) — принцеса Олександрії, яка має загадковий зв'язок з Ейдолонами.
- Віві Орніт (англ. Vivi Ornitier, яп. ビビ・オルニティア Bibi Orunitia) — боязкий низькорослий чоловічок, схильний до чорної магії. В ході сюжету він дізнається, що є одним зі штучно створених чорних магів Брани.
- Адельберт Штайнер (англ. Adelbert Steiner, яп. アデルバート・スタイナー Aderubāto Sutainā) — капітан військового підрозділу «Лицарі Плутона», а також охоронець замку Олександрії і особисто принцеси Гарнет.
- Фрейя Кресцент (англ. Freya Crescent, яп. フライヤ・クレセント Furaiya Kuresento) — лицар-драгун з міста Бурмеція. Належить до раси Бурмеціанців.
- Квіна Квін (англ. Quina Quen, яп. クイナ・クゥエン Kuina Kuen) — представник безстатевої раси Ку-а-Лардж, якого відправив в подорож майстер Куал для пошуків «нових ласощів», що Квіна зрозумів буквально.
- Ейко Керол(англ. Eiko Carol, яп. エーコ・キャルオル Ēko Kyaruoru) — шестирічна дівчинка з села Мадаїн Сарі, розташованого на руїнах стародавньої столиці Прикликачів.
- Амарант Корал (англ. Amarant Coral) — похмурий мисливець за головами, який вдарився в злочинність після звинувачення в крадіжці, яку вчинив Зідан.

Важливими персонажами також є:
- Регент Сід Фабул IX (англ. Regent Cid Fabool IX, яп. シド・ファブール9世 Shido Fabūru Kyūsei)— харизматичний лідер королівства Люндблюм і винахідник.
- Брана (англ. Brahne, яп. ブラネ Burane) — деспотична королева Олександрії, прийомна мати Гарнет.
- Генерал Беатриса — брутальна лідер жінок-лицарів Олександрії.
- Куджа (англ. Kuja, яп. クジャ) — генерал Олександрії, озлоблений на весь світ через наближення власної смерті. Головний антагоніст гри. Як і Зідан, належить до раси Геномів, але приховує цей факт.
- Гарланд (яп. ガーランド) — штучно створена людина, володар Терри.
- Зорн і Торн (англ. Zorn and Thorn) — двоє клоунів, які виконують різні доручення королеви Брани.

Також по ходу гри будуть зустрічатися другорядні персонажі, які безпосередньо відіграють певну роль в сюжеті.
Під час розробки автори приділяли велику увагу саме персонажам. Повернення до фентезійного коріння сильно позначилося на них, зовнішній вигляд придбав відтінок комічності. Композитор Нобуо Уемацу говорив з цього приводу, що для досягнення комічності довелося пожертвувати реалістичністю. Тому розробники особливо ретельно намагалися опрацювати персонажів, оскільки побоювалися, що фанатам, звиклим до реалізму Final Fantasy VIII, може не сподобатися таке трактування.

### Історія
Історія Final Fantasy IX починається з того, що Зідан разом з авантюрною театральною групою «Тантал» отримали замовлення викрасти принцесу Гарнет на святкуванні її шістнадцятиріччя. Викрадення планується здійснити під час вистави, подивитися на яку прийде все місто. В цей час чоловічок на ім'я Віві пробирається без білета на виставу. У ході викрадення, на яке в палац вирушає Зідан, з'ясовується, що принцеса сама готувалася втекти і вирушити до міста Люндблюм до регента Сіда. Помітивши зникнення принцеси, на її пошуки вирушає капітан Штайнер. Згодом Зідан, Гарнет, Віві і Штайнер опиняються на театральному повітряному кораблі, «Прима Віста», який за наказом королеви обстрілюється під час втечі з Олександрії і падає в Злому Лісі. Зідан і Гарнет вирушають до Люндблюма пішки, в супроводі Віві і Штайнера. У ході подорожі принцеса бере собі кличку «Даггер» (Кинджал) і намагається злитися з простим народом. Випадково партія потрапляє на фабрику з продукування чорних магів для потреб армії Олександрії. Королева відправляє трьох найсильніших чорних магів Вальсів для того, щоб ті повернули Гарнет, але безуспішно.
У Люндблюмі Зідан зустрічає стару подругу Фрею і бере участь в щорічному чемпіонаті з полювання на монстрів. Регент Сід, перетворений своєю дружиною в жука-оглопа за подружню зраду, приймає партію. З'ясовується, що це саме він найняв ватагу Тантал для викрадення, оскільки був схвильований зростаючою агресією королеви Брани. Несподівано герої дізнаються, що Бурмеція була атакована олександрійською армією. Даггер і Штайнер вирушають до Олександрії для того, щоб відмовити королеву вести війну. В той час Зідан, Віві і Фрея беруть курс на Бурмецію, та застають місто зруйнованим. Тут вони зустрічають королеву Брану, Беатрису і дивну особу — Куджу, який допомагає олександрійцям у війні.
Даггер і Штайнер благополучно добираються до Олександрії, але там на місці їх арештовують. Королева Брана витягує магічних істот Ейдолонів з тіла принцеси, про існування яких та навіть не здогадувалася. З їх допомогою королева атакує королівство Клейр, де в той час зупинилася група на чолі з Зіданом. Зідан, Фрея і Віві вирушають до Олександрії та рятують Даггер, і разом з нею відступають у Люндблюм. Регент Сід розповідає героям, що за всіма злодіяння Брани стоїть постачальник зброї Куджа. Партія по підземному тунелю вирушає на Зовнішній континент, де повинна знаходитися штаб-квартира Куджі. По дорозі до них приєднується новий персонаж — Квіна (також він може приєднатися після виходу з Люндблюма в перший раз, якщо знайти його в секретному місці). Дорога зводить героїв з шестирічною дівчинкою Ейко Керол, яка живе одна в селі Мадаїн Сарі між давніх руїн в компанії звірят муглів. Вона розповідає, що належить до народу Прикликачів, які могли викликати Ейдолонів, але за цю силу були винищені. Ейко вважає себе вже дорослою, тому приєднується до групи Зідана.
Далі шлях лежить через корені велетенського Дерево Їфа, охоронець якого повідомляє, що дерево є джерелом імли, яка насправді повільно викликає в народів Гайї агресію. Після битви з охоронцем дерева розповсюдження імли припиняється. По поверненню в Мадаїн Сарі відбувається сутичка з найманим вбивцею Амарантом, якого найняла Брана для захоплення Даггер. Однак Амарант зазнає поразки від Зідана і приєднується до його групи, коли Зідан залишає Амаранта живим. Даггер поступово згадує, що вона теж належить до раси Прикликачів, і родом з Мадаїн Сарі. Поблизу Дерева Їфи королева Брана тим часом розгортає свій флот проти Куджі і атакує його найпотужнішим Ейдолон Багамутом. Але Куджа, за допомогою величезного повітряного корабля, бере владу над Багамутом, вбиває Брану і знищує її флот. Перед смертю королева переказує Даггер змінити її на троні, ставши кращою правителькою.
Партія повертається в Олександрію де Гарнет стає новою королевою. Через деякий час Куджа атакує Олександрію взятим під його контроль драконом Бахамутом і прибуває туди на вкраденому з Люндблюму літаючому кораблі, єдиному, який працює без імли. Ейко і Гарнет разом викликають легендарного Ейдолона Олександра для захисту замку. Куджа намагається взяти контроль і над Олександром, але йому заважає загадковий старий Гарланд, який знищує Багамута і велику частину міста.
Куджі потрібні сильні Ейдолони для перемоги над Гарландом, тож він концентрує свою увагу на Ейко. Герої вирушають до пустельного притулкук Куджі, де змушені працювати на нього. Під час виконання завдання Куджі партія довідується про загиблий світ Терра, жителі якого шукали порятунку в Гайї. Куджа обдурює їх і тікає разом з Ейко, а решта вирушає на їх пошуки. Під час вилучення з Ейко Ейдолона її кишеньковий мугл Моґ впадає в транс і перетворюється на свою реальну форму — Ейдолона Мадін, перериваючи таким чином процес. Партія рятує Ейко і знаходить Хільду, яка перетворює Сіда назад у людину. Тепер він може закінчити будівництво літаючого корабля, який працює без імли. Хільда розповідає те, що почула, будучи в полоні Куджі: той походить зі світу Терра і в Гайї є місце, якось пов'язане з його світом.
Партія знаходить це місце і переслідує Куджу в Террі шляхом відкриття порталу туди. У терранському місті Бран Бал з'ясовується, що Гарланд був створений терранцями для з'єднання двох світів — Терри і Гайї, оскільки перший знаходився на межі вимирання. Гарланд створив расу Геномів, які повинні були стати вмістилищами душ терранців. А для прискорення злиття світів в Гайю було послано Куджу, який повстав проти Гарланда, і заміною йому повинен стати Зідан. Після бою з Гарландом прибуває Куджа і впадає в транс. Він вбиває Гарланда і знищує Терру, а герої тим часом рятують інших геномів і повертаються в Гайю. Після повернення з'ясовується, що туман тепер огортає весь світ.
Об'єднавшись з силами Бурмеції, Люндблюма та Олександрії, герої вирушають за Куджею в Дерево Їфи, де переміщуються в світ, створений зі страхів всіх живих істот, під назвою Меморія. Дух Гарланда проводить партію до Куджі. Після поразки Куджі, його страх стає останньою краплею для пробудження фінального боса гри — Некрона. Перемога над Некроном призводить до руйнування Меморії і Дерева Їфи. Поки партія евакуюється, Зідан кидається рятувати Куджу, але їх обох завалює уламками коренів дерева.
Через деякий час Олександрія відбудовується, а група «Тантал» виступає перед королевою Гарнет. Під час виступу один з акторів знімає свою мантію і виявляється Зіданом. У фінальному ролику демонструється зустріч Зідана і Гарнет. В інших сценах видно дітей Віві; Штайнер і Беатриса повертаються до старої роботи охоронцями; регент Сід і Хільда удочеряють Ейко; Фрея з'єднується зі своєю любов'ю — Сером Фретлі; а Квіна стає шеф-кухарем на кухні Замку Олександрії.